# Sally Slocum
Sally (Linton) Slocum (* 1939) ist eine US-amerikanische Anthropologin und Diplomatin.

## Leben
Slocum wuchs in Clear Lake im US-Bundesstaat Iowa auf. 1957 graduierte sie von der Clear Lake High School und studierte anschließend an der University of Iowa, der University of Hawai'i, der University of Colorado und der University of California in Berkeley. An der letzteren erhielt sie ihren Bachelor- und Masterabschluss in Anthropologie. Ihre Promotion absolvierte sie 1975 an der University of Montana in Missoula.
Slocum war 1977 Gründungsmitglied der American Primatological Association.
Sie unterrichtete unter anderem am Colorado Women’s College, der University of Montana, Missoula und der University of Nevada in Las Vegas.
Gleichzeitig absolvierte Slocum das Foreign Service Exam. 1985 wechselte die Profession und nahm eine Anstellung als Foreign Service Officer im State Department an. Anschließend arbeitete sie für vier Jahre als Diplomatin in den US-Botschaften in Kuala Lumpur, Bamako, Abidjan und Brazzaville. bis sie 1997 in den frühzeitigen Ruhestand ging.

## Werk
Bekanntheit erlangte Sally Slocum vor allem durch ihren Artikel „Woman the Gatherer: Male Bias in Anthropology“, in dem sie sich mit androzentrischen Perspektiven innerhalb der Anthropologie befasst. Ihre Kritik steht dabei in Zusammenhang mit der zweiten Welle des Feminismus.
Bis in die 1970er Jahre wurde die Anthropologie als akademische Disziplin hauptsächlich von weißen westlichen Männern entwickelt. Aufgrund der begrenzten Sichtweise kreiste die Forschung um die immergleichen Fragen und Antworten. Mit der Frauenbewegung in den USA und der zunehmenden Anzahl weiblicher Studentinnen in der Anthropologie wurde die Disziplin auf ihre eigenen Blindheiten hin befragt. Dabei wurden insbesondere solche anthropologischen Theorien kritisiert, welche die menschliche Evolution einseitig als eine Entwicklung des (männlichen) Jägers darstellten. Eine in den 1950er Jahren prominente Evolutionstheorie war die des 'Man The Hunter', die davon ausging, dass der heutige Mensch und dessen Weltsicht sich im Besonderen durch die Lebensweise als Jäger entwickelt habe. Dahinter steht die  Idee, dass Männer die Quelle der Kultur sind, weil die Jagd Kooperation und Organisation in der Gruppe erforderte, was zur Entwicklung von Sprache, Werkzeugen, Kunst, Gesellschaft, Politik usw. führte.
In ihrem Artikel „Woman the Gatherer“ argumentiert Slocum, dass die einseitig männliche Tendenz in der Anthropologie sich auch in der Terminologie wiederfindet, die in Bezug auf Gesellschaft, Kultur und Mensch verwendet wird. Laut Slocum wird das Wort 'Mann' (im englischen 'Man') allzu oft so unpräzise verwendet, dass es unmöglich ist, zu entscheiden, ob es sich um Männer (Einzahl 'man') oder nur um die menschliche Spezies ('Man') im Allgemeinen handelt. Das dadurch entstehende Missverständnis führe dazu, dass die Evolution als etwas verstanden wird, das hauptsächlich männliche Individuen beschreibt. Slocum fokussiert sich in ihrem Artikel daher auf die Rolle der Frauen als Sammlerinnen und (Kinder-)Erzieherinnen in der Evolutionsgeschichte. Anhand zeitgenössischer Beobachtungen von Jäger und Sammler-Gesellschaften sowie archäologischen Funden beweist Slocum, dass Frauen einen aktiven Teil in der Nahrungsbeschaffung hatten. Außerdem argumentiert sie, dass die ersten Formen von Kooperation und Teilen in der Mutter-Kind-Beziehung auftreten und die zunehmende Abhängigkeit von Kindern von ihren Müttern, die charakteristisch für die menschliche Evolution ist, ein Indiz dafür ist, dass menschliche Kooperation und Kommunikation sich durch diese Beziehung entwickelten und nicht durch die Jagd. Darüber hinaus, so Slocum, ist es plausibel, dass Frauen aufgrund ihrer Tätigkeiten als Sammlerinnen auch die ersten Werkzeuge entwickelten.

## Rezeption
Auf einer Anthropologenkonferenz im Jahr 1975 fand ihr Vortrag "Strippers and Their Customers: Interaction at the Bar” breite Beachtung, da Slocum selbst als Burlesque-Tänzerin tätig war und ihre eigene Erfahrungen anthropologisch reflektierte. Ihr Artikel "Woman the Gatherer" wird als Schlüsseltext der feministischen Anthropologie genannt und inspirierte Wissenschaftlerinnen und Autorinnen wie Adrienne Zihlman, Nancy Tanner, Donna Haraway und Elizabeth Fisher.

## Publikationen
- Linton, Sally: Woman the Gatherer: Male Bias in Anthropology. In: Women in Cross-Cultural Perspective: A Preliminary Sourcebook, hrsg. von Jacob, S. E. University of Illinois Press: Champaign 1975, S. 9–21. (online)
  - auch als: Slocum, Sally: Woman the gatherer: Male bias in Anthropology. In: Toward an Anthropology of Women. hrsg. von Reiter, Rayna. Monthly Review Press 1975. S. 36–50.